# A Cara do Pai
A Cara do Pai foi um seriado de televisão humorístico brasileiro, produzido pela TV Globo e exibido de 18 de dezembro de 2016 até 31 de dezembro de 2017, em 15 episódios divididos em duas temporadas. Escrita por Leandro Hassum e Paulo Cursino, com colaboração de Angélica Lopes, Bruno Lima Penido, Claudia Sardinha, Daniel Adjafre e Mateus Barbosa, sob direção de Janaína Medeiros e Rafael Miranda e direção geral e artística de Fabrício Mamberti. 
Conta com Leandro Hassum, Mel Maia, Alessandra Maestrini, Thiago Rodrigues e Walter Breda nos papéis principais.

## Enredo
Duda (Mel Maia) é uma menina de 12 anos que tem que lidar não só com os dilemas de sua idade, como primeiro amor e entrada na adolescência, como também com os problemas criados por seu pai divorciado, Théo (Leandro Hassum), um comediante que não consegue fazer a carreira decolar e tenta provar para a filha que pode ser responsável e companheiro. Só que sua vontade de fazer as coisas certas só é comparável ao seu talento para escolher os caminhos errados e Duda acaba entrando nas mais diversas confusões criadas por seu pai.
Em contraponto está Sílvia (Alessandra Maestrini), ex-mulher de Théo com quem ele vive em cômicos conflitos e que arrumou um namorado mais jovem e atlético, Ricardo (Thiago Rodrigues), que além de tudo parece ser o pai perfeito. Ainda há Aldair (Walter Breda), pai de Théo com quem ele foi morar depois da separação e que sempre tenta alertar o filho das ciladas em que ele se mete, e Joana (Cristiana Pompeo), mãe da melhor amiga de Duda, Alice (Pietra Hassum), e que se torna muito próxima de Théo por também ser divorciada.

## Elenco

### Principal
| Intérprete           | Personagem                         |
| -------------------- | ---------------------------------- |
| Leandro Hassum       | Théo Moreira                       |
| Mel Maia             | Maria Eduarda Moreira Diniz (Duda) |
| Alessandra Maestrini | Sílvia Diniz                       |
| Thiago Rodrigues     | Ricardo Lemos                      |
| Walter Breda         | Aldair Moreira                     |
| Cristiana Pompeo     | Joana Macedo                       |
| Pietra Hassum        | Alice Macedo                       |
| Kaik Brum            | Ricardo Lemos Júnior (Ricardinho)  |

### Participações especiais
1ª temporada
| Intérprete         | Personagem                  | Episódio                      |
| ------------------ | --------------------------- | ----------------------------- |
| Eunice Bráulio     | Dona Zélia                  | #1 Pra Baixo Todo Santo Ajuda |
| Ivan Rios          |                             | #1 Pra Baixo Todo Santo Ajuda |
| Paulo Roque        |                             | #1 Pra Baixo Todo Santo Ajuda |
| Beto Vandesteen    | Seu Adamastor               | #1 Pra Baixo Todo Santo Ajuda |
| Alexandre Lino     | Gilmar                      | #2 Com que Roupa eu Vou?      |
| Ana Paula Black    | Professora                  | #2 Com que Roupa eu Vou?      |
| Yasmin Gomlevsky   | Vendedora na loja de roupas | #2 Com que Roupa eu Vou?      |
| Vinícius Messias   | Edson                       | #2 Com que Roupa eu Vou?      |
| Bruno Sobral       |                             | #2 Com que Roupa eu Vou?      |
| Júlia Svacinna     |                             | #2 Com que Roupa eu Vou?      |
| Bianca Vedovato    | Amiga da Duda               | #2 Com que Roupa eu Vou?      |
| Marcello Airoldi   | Aloísio Cavalcante          | #3 Partiu Reveillon           |
| Virginia Cavendish | Carmem Cavalcante           | #3 Partiu Reveillon           |
| Enzo Simi          | Pedro Cavalcante (Pedrinho) | #3 Partiu Reveillon           |
| Zéu Britto         | Nilson                      | #3 Partiu Reveillon           |
| Mariana Tourino    | Voz telefonista             | #3 Partiu Reveillon           |

2ª temporada
| Intérprete          | Personagem                      | Episódio                      |
| ------------------- | ------------------------------- | ----------------------------- |
| Aline Borges        | Amiga de Joana                  | #1 Vão Rolar as Festas        |
| Luisa Thiré         | Renata                          | #1 Vão Rolar as Festas        |
| Analu Prestes       | Conselheira Tutelar             | #1 Vão Rolar as Festas        |
| Gabriella Saraivah  | Júlia (Amiga da Duda)           | #1 Vão Rolar as Festas        |
| Alexandre Lino      | Gilmar                          | #1 Vão Rolar as Festas        |
| Bianca Vedovato     | Amiga da Duda                   | #1 Vão Rolar as Festas        |
| Eliz David          | Amiga da Duda                   | #1 Vão Rolar as Festas        |
| Júlia Svacinna      | Maria Isabel                    | #1 Vão Rolar as Festas        |
| Ana Barroso         | Teresa (Mãe da Maria Isabel)    | #1 Vão Rolar as Festas        |
| Antônio Gonzalez    | Pai da Maria Isabel             | #1 Vão Rolar as Festas        |
| Beto Vandesteen     | Seu Adamastor                   | #1 Vão Rolar as Festas        |
| Carlos Magno Jorge  |                                 | #1 Vão Rolar as Festas        |
| Lucas Bernardini    | Ramon                           | #1 Vão Rolar as Festas        |
| Marcelo Boldrini    |                                 | #1 Vão Rolar as Festas        |
| Mayara Lepre        | Patrícia                        | #1 Vão Rolar as Festas        |
| Patrick Sampaio     | Dono do Cão                     | #2 Um Dia de Cão              |
| Rodrigo Dorado      | Marcos                          | #2 Um Dia de Cão              |
| Beto Vandesteen     | Seu Adamastor                   | #2 Um Dia de Cão              |
| Ivo Gandra          |                                 | #2 Um Dia de Cão              |
| Michelle Fernandez  |                                 | #2 Um Dia de Cão              |
| Monique Alfradique  | Lorena                          | #3 Cachimbo da Paz            |
| Pia Manfron         | Roberta (Psicóloga do Colégio)  | #3 Cachimbo da Paz            |
| Luba                | Fran Rabelo                     | #4 A Fila Anda                |
| Zéu Britto          | Nilsinho                        | #4 A Fila Anda                |
| Samuel Luz          |                                 | #4 A Fila Anda                |
| Bianca Vedovato     | Fã do Youtuber Fran             | #4 A Fila Anda                |
| Júlia Svacinna      | Fã do Youtuber Fran             | #4 A Fila Anda                |
| Alexandre Lino      | Gilmar                          | #5 A Regra é Clara            |
| Kadu Schons         | Mateus                          | #5 A Regra é Clara            |
| Enzo Simi           |                                 | #5 A Regra é Clara            |
| Gabriella Saraivah  | Júlia                           | #5 A Regra é Clara            |
| Bianca Vedovato     | Amiga da Duda                   | #5 A Regra é Clara            |
| Júlia Svacinna      | Maria Isabel                    | #5 A Regra é Clara            |
| André Cursino       | Treinador                       | #5 A Regra é Clara            |
| Maria Assunção      | Coordenadora                    | #5 A Regra é Clara            |
| Vitor Figueiredo    | Guilherme Pereira Machado (Gui) | #5 A Regra é Clara            |
| Vitor Figueiredo    | Guilherme Pereira Machado (Gui) | #6 O Amor Está no Ar          |
| Bruno Garcia        | Mauro (Pai do Gui)              |                               |
|                     | Bárbara (Mãe do Gui)            |                               |
| Lucca Diniz         | Bruno (Namorado da Alice)       |                               |
| Anna Rita Cerqueira |                                 |                               |
| Betty Faria         | Iolanda                         | #7 Querida Sogra              |
| Bruno Sobral        |                                 | #7 Querida Sogra              |
| Fabiula Nascimento  | Gisele                          | #8 A Cara da Mãe              |
| Gabriel Gadi        | Pedro Paulo                     | #8 A Cara da Mãe              |
| Guilherme Gadi      | Pedro Henrique                  | #8 A Cara da Mãe              |
| Pedro Farah         | Seu Gregório, o Síndico         | #8 A Cara da Mãe              |
| Ana Paula Botelho   | Vizinha                         | #8 A Cara da Mãe              |
| Cristina Pereira    | Diretora                        | #9 Show de Talentos           |
| Bianca Vedovato     |                                 | #9 Show de Talentos           |
| Enzo Simi           |                                 | #9 Show de Talentos           |
| Gabriella Saraivah  |                                 | #9 Show de Talentos           |
| Henry Fiuka         |                                 | #9 Show de Talentos           |
| Júlia Svacinna      |                                 | #9 Show de Talentos           |
| Kadu Schons         |                                 | #9 Show de Talentos           |
| Kaik Brum           |                                 | #9 Show de Talentos           |
|                     |                                 | #10 Como Se Fosse Minha Filha |
|                     |                                 | #11 Fica Comigo Essa Noite    |
| Eriberto Leão       | Bernardo Campanelli             | #12 Encontros e Desencontros  |
| Fernanda Rodrigues  | Mãe do Mateus                   | #12 Encontros e Desencontros  |
| Kadu Schons         | Mateus                          | #12 Encontros e Desencontros  |

## Episódios

### 1ª temporada (2016-2017)
A estreia estava prevista para o dia 11 de dezembro de 2016, mas devido a tragédia do voo da Chapecoense, foi adiado para 18 de dezembro.
| Nº | Título do episódio         | Data de exibição       |  |
| -- | -------------------------- | ---------------------- |  |
|    |                            |                        |  |
| 1  | Pra Baixo Todo Santo Ajuda | 18 de dezembro de 2016 |  |
| 1  |                            |                        |  |
| 2  | Com que Roupa eu Vou?      | 25 de dezembro de 2016 |  |
| 2  |                            |                        |  |
| 3  | Partiu Reveillon           | 1 de janeiro de 2017   |  |

### 2ª temporada (2017)
Os episódios da segunda temporada foram lançados, primeiramente, no Globo Play, no mês de junho. Estrearam na Globo no dia 8 de outubro.
| #  | Nº | Título do episódio        | Data de exibição       |  |  |
| -- | -- | ------------------------- | ---------------------- |  |  |
|    |    |                           |                        |  |  |
| 4  | 1  | Vão Rolar as Festas       | 8 de outubro de 2017   |  |  |
| 4  | 1  |                           |                        |  |  |
| 5  | 2  | Um Dia de Cão             | 15 de outubro de 2017  |  |  |
| 5  | 2  |                           |                        |  |  |
| 6  | 3  | Cachimbo da Paz           | 22 de outubro de 2017  |  |  |
| 6  | 3  |                           |                        |  |  |
| 7  | 4  | A Fila Anda               | 29 de outubro de 2017  |  |  |
| 7  | 4  |                           |                        |  |  |
| 8  | 5  | A Regra é Clara           | 5 de novembro de 2017  |  |  |
| 8  | 5  |                           |                        |  |  |
| 9  | 6  | O Amor Está no Ar         | 19 de novembro de 2017 |  |  |
| 9  | 6  |                           |                        |  |  |
| 10 | 7  | Querida Sogra             | 26 de novembro de 2017 |  |  |
| 10 | 7  |                           |                        |  |  |
| 11 | 8  | A Cara da Mãe             | 3 de dezembro de 2017  |  |  |
| 11 | 8  |                           |                        |  |  |
| 12 | 9  | Show de Talentos          | 10 de dezembro de 2017 |  |  |
| 12 | 9  |                           |                        |  |  |
| 13 | 10 | Como Se Fosse Minha Filha | 17 de dezembro de 2017 |  |  |
| 13 | 10 |                           |                        |  |  |
| 14 | 11 | Fica Comigo Essa Noite    | 24 de dezembro de 2017 |  |  |
| 14 | 11 |                           |                        |  |  |
| 15 | 12 | Encontros e Desencontros  | 31 de dezembro de 2017 |  |  |

## Exibição
A princípio a série estrearia no dia 11 de dezembro, mas devido à tragédia do voo da Chapecoense foi adiada para 18 de dezembro, logo após o Esquenta!. Até o dia 1 de janeiro de 2017, foram exibidos 3 episódios. Com o sucesso da exibição, foi renovada para uma segunda temporada, que estreou primeiramente no mês de julho no Globoplay. Na Rede Globo, estreou no dia 8 de outubro de 2017, após Os Trapalhões. Em 12 de novembro não foi exibida e o motivo foi o GP do Brasil de Fórmula 1. A temporada 2 terminou em 31 de dezembro de 2017. Em 7 de janeiro foi o The Voice Kids que entrou em seu lugar.
Foi reexibida no Viva de 12 de agosto de 2023 até meados de 2024 na faixa das 17h15, mas em formato de maratona aos sábados, exibindo os três episódios da primeira temporada e dois episódios da segunda temporada por semana, sendo uma edição especial de Dia dos Pais. Logo depois, a série passou por vários horários até deixar a programação.

## Recepção
João Paulo Reis, em sua crítica para o Observatório da Televisão disse que a "estreia de A Cara do Pai é despretensiosa e combina com o horário (...) Pelo piloto pudemos notar que o roteiro é descompromissado, não traz nenhum elemento original, mas se mostra eficiente como entretenimento para um domingo à tarde, dia tão carente de atrações que consigam prender o telespectador".
André Santana, também do Observatório da Televisão, disse que "mesmo não trazendo nada de novo, A Cara do Pai é uma importante aposta da Globo numa dramaturgia mais infanto-juvenil. Depois de extinguir toda a sua programação infantil, o canal dificilmente dá chance para crianças, e a nova série, apesar de vir com uma proposta familiar, tem boas chances de agradar a molecada".